# Spilosoma fumida
Spilosoma fumida är en fjärilsart som beskrevs av Alfred Ernest Wileman 1910. Spilosoma fumida ingår i släktet Spilosoma och familjen björnspinnare. Inga underarter finns listade i Catalogue of Life.

## Bildgalleri

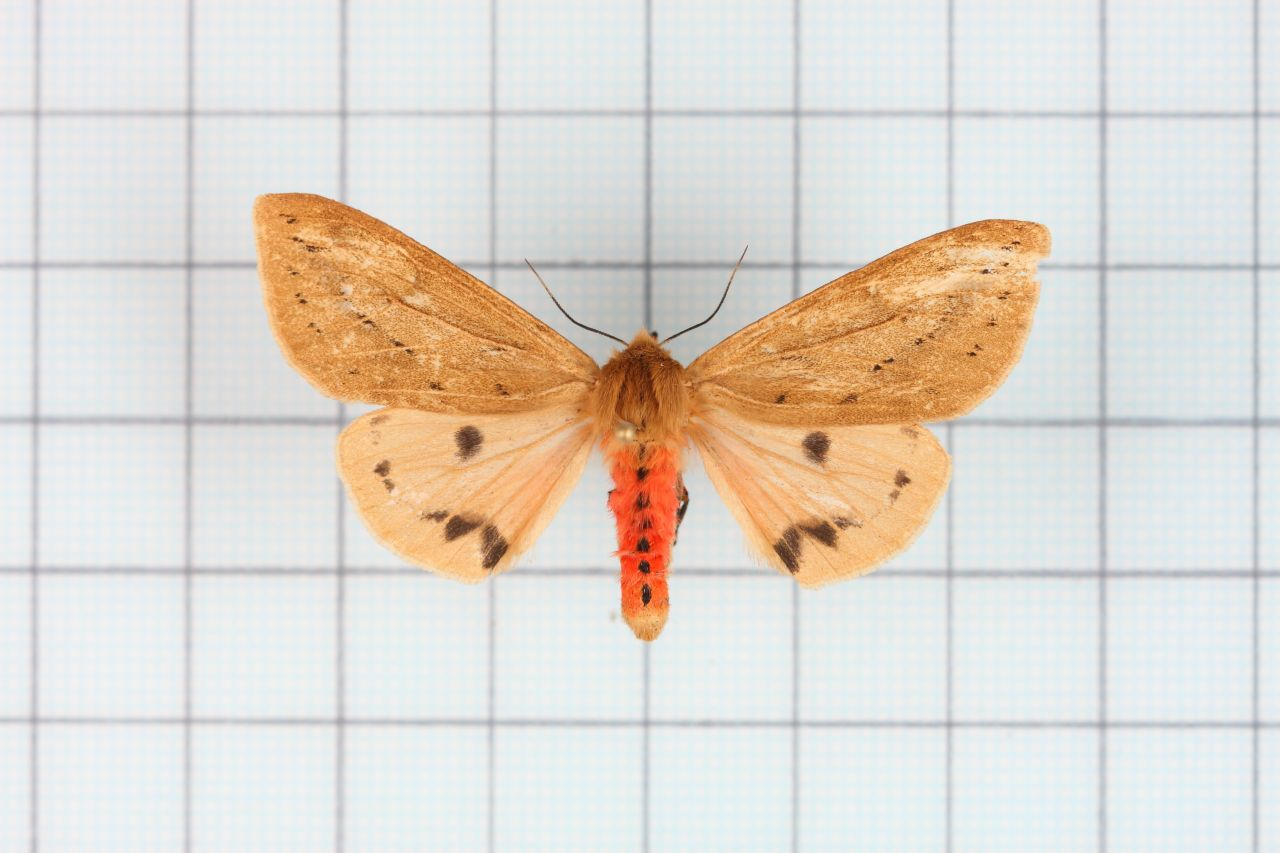